# Municipio de Clinton (condado de Elkhart)
El municipio de Clinton (en inglés: Clinton Township) es un municipio ubicado en el condado de Elkhart en el estado estadounidense de Indiana. En el año 2010 tenía una población de 4624 habitantes y una densidad poblacional de 49,89 personas por km².

## Geografía
El municipio de Clinton se encuentra ubicado en las coordenadas 41°33′34″N 85°43′21″O / 41.55944, -85.72250. Según la Oficina del Censo de los Estados Unidos, el municipio tiene una superficie total de 92.67 km², de la cual 92,53 km² corresponden a tierra firme y (0,16 %) 0,15 km² es agua.

## Demografía
Según el censo de 2010, había 4624 personas residiendo en el municipio de Clinton. La densidad de población era de 49,89 hab./km². De los 4624 habitantes, el municipio de Clinton estaba compuesto por el 98,72 % blancos, el 0,26 % eran afroamericanos, el 0,13 % eran amerindios, el 0,09 % eran asiáticos, el 0,32 % eran de otras razas y el 0,48 % eran de una mezcla de razas. Del total de la población el 1,47 % eran hispanos o latinos de cualquier raza.